# Archidiaceae
Las arquidiáceas (Archidiaceae) son una familia de musgos, perteneciente al orden Archidiales. Comprende 2 géneros con 83 especies descritas y de éstas, solo 53 aceptadas.

## Taxonomía
La familia fue descrita por Guillaume Philippe Schimper y publicado en Corollarium Bryologiae Europaeae 5. 1856.

## Géneros
- Archidium
- Pleuridium